# Johannes Otzen
Johannes Otzen (Sieseby (Schleswig-Holstein), 1839. október 8. - Grunewald, (ma Berlin része), 1911. június 8.) német építész. A 19. század utolsó negyedében Németország több városában épített neogótikus templomokat.

## Életpályája
1879-ben a berlini műszaki főiskola tanára lett, majd 1904-ben a berlini művészeti akadémia elnökévé választották.

## Művei
- Főleg neogótikus templomokat épített, továbbá egyetemi épületeket. Elsősorban Észak-Németországban működött. Számos városrendezési tervet készített, pl. a berlini villanegyed tervét.  Lakóházakat is épített.[7]

### Épületei

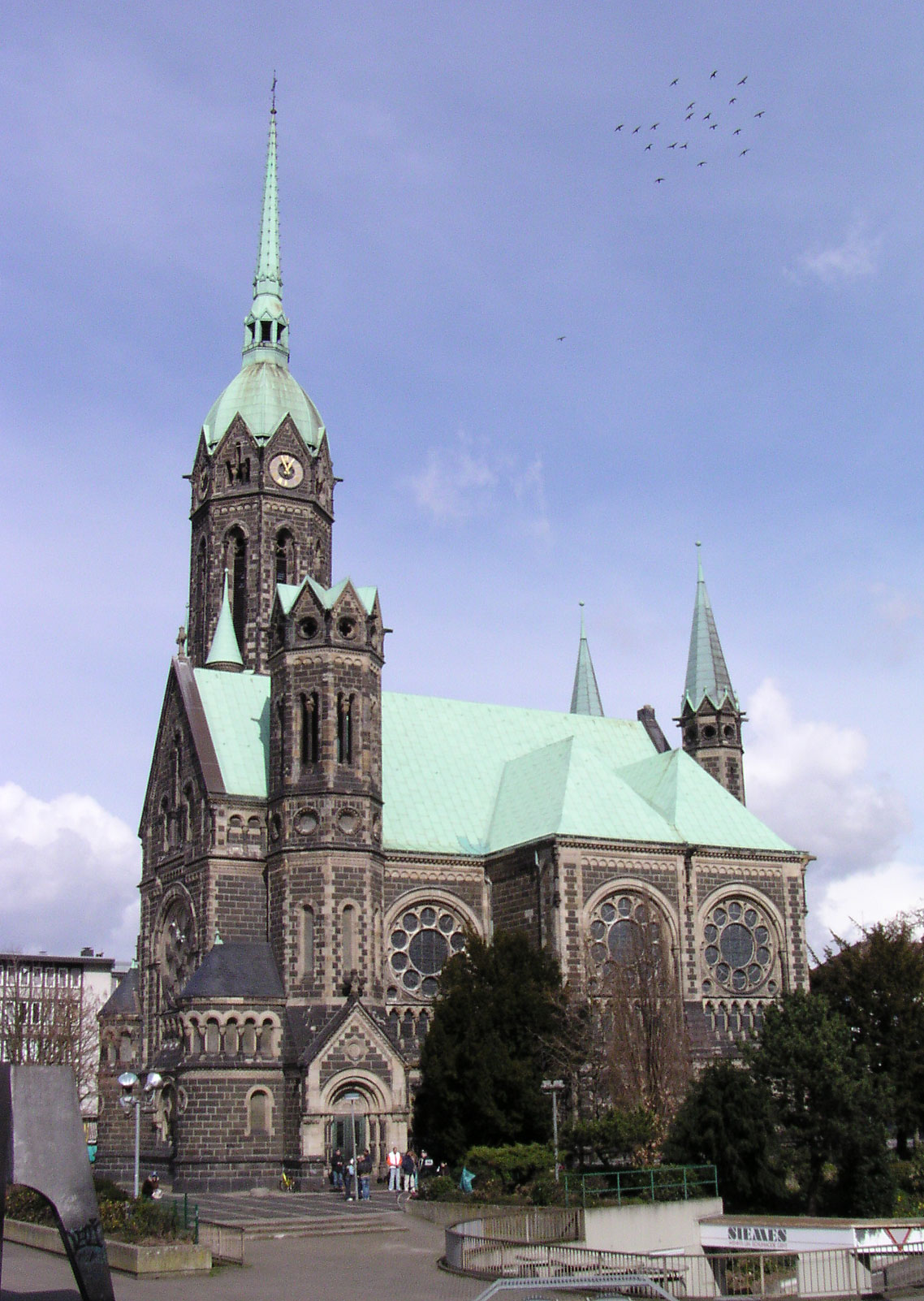
Evangélikus Főtemplom Rheydt

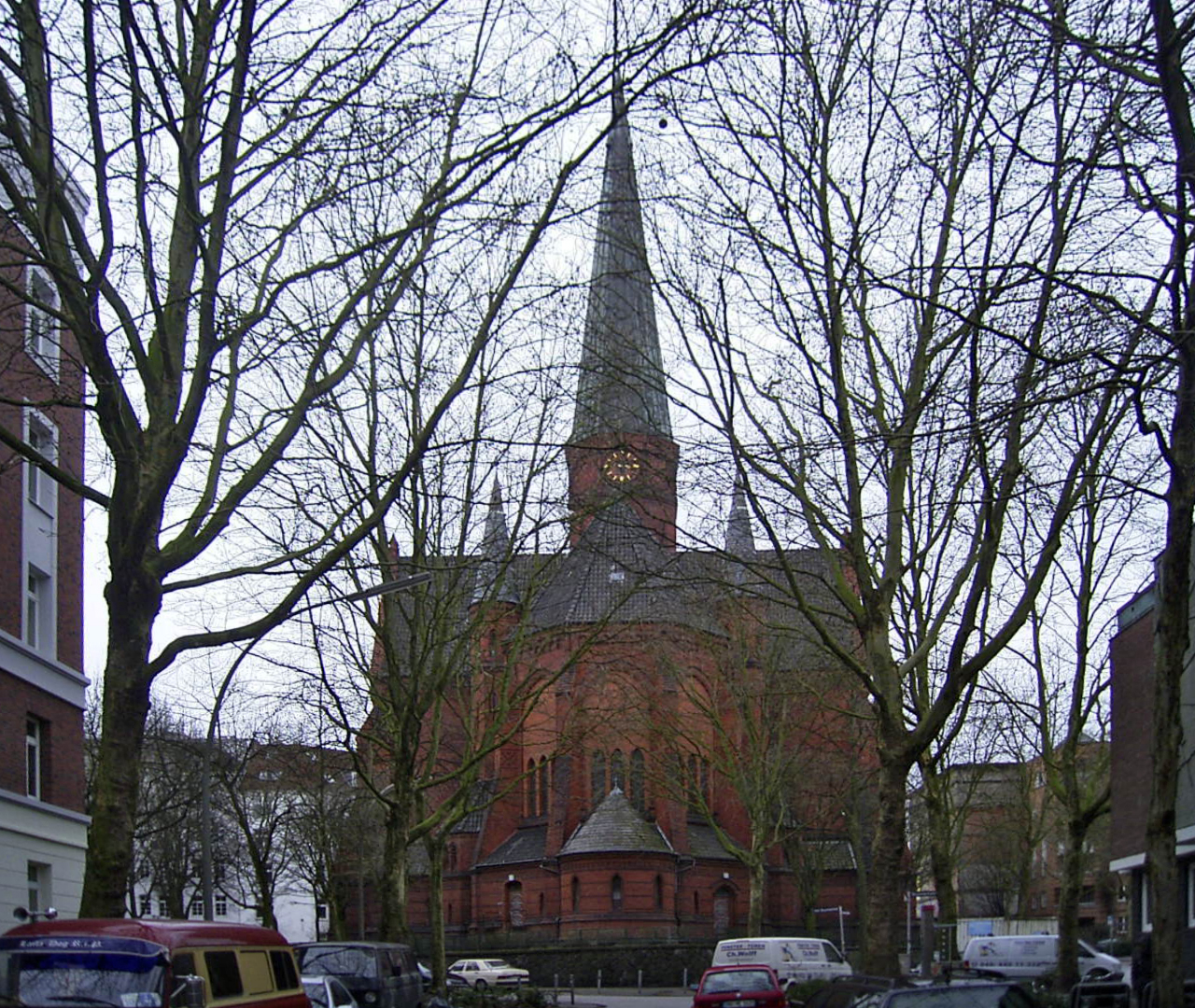
Friedenskirche, Hamburg-St. Pauli

- 1868–1870: Kaiser-Karl-iskola,  Itzehoe
- 1868–1873: Szent János-templom, Hamburg-Altona[8]
- 1877: a Szent Miklós-templom tornya, Flensburg
- 1878–1880: A Máriatemplom tornya, Flensburg
- 1879: Bergkirche, Wiesbaden
- 1880: Kreis-Kriegerdenkmal für die Gefallenen der Kriege von 1864, 1866 und 1870/1871 auf der Esplanade in Thorn[9]
- 1881–1882: Postahivatal Thornban[9]
- 1882–1884: Christuskirche,  Hamburg-Eimsbüttel[8]
- 1882–1885: St.-Gertrud-Kirche, Hamburg-Uhlenhorst[8]
- 1882–1886: Jakobikirche, Kiel
- 1884: Szent Péter-templom Hamburg-Altona[8]
- 1885: Állomásépület, Flensburg (1953-ban lebontották)
- 1885: Friedenskirche Hamburg-Eilbekben (Johannes Vollmerrel)[10]
- 1884–1888: Heilig-Kreuz-Kirche, Berlin-Kreuzberg
- 1886–1888: Heilandskirche, Leipzig-Plagwitz
- 1889–1892: Pauluskirche, Dessau
- 1892–1894: Apostelkirche, Ludwigshafen am Rhein
- 1893: Kirche Waldau, Bernburg-Waldau
- 1893–1895: Friedenskirche Hamburg-St. Pauli[11]
- 1894: Evangelisch-reformierte Kirche in der Freiheit, Wetter (Ruhr)
- 1894: Turm der Stadtkirche St. Laurentii Itzehoeban
- 1890–1894: Lutherkirche Apoldában[12]
- 1891–1894: Lutherkirche,  Berlin-Schöneberg
- 1892–1894: Ringkirche Wiesbaden[13]
- 1893–1895: Friedenskirche,  Hamburg-St. Pauli[8]
- 1894–1896: St.-Laurentius-Kirche tornya  és átépítése, Itzehoe
- 1894–1898: Friedhofskirche, Wuppertal-Elberfeld
- 1897: Georgenkirche, Berlin (a második világháborúban súlyosan megésrüét, 1949-ben lebontották)
- 1902: Evangelische Hauptkirche Rheydt Mönchengladbach-Rheydtben[14][15]

### Főbb írásai
- Baukunst des Mittelalters (Berlin, 1879—1883, 3

kötetben); 
- Gothische Baumomente (ugyanott, 1888);
- Ausgeführte Bauten (ugyanott, 1890-1904).

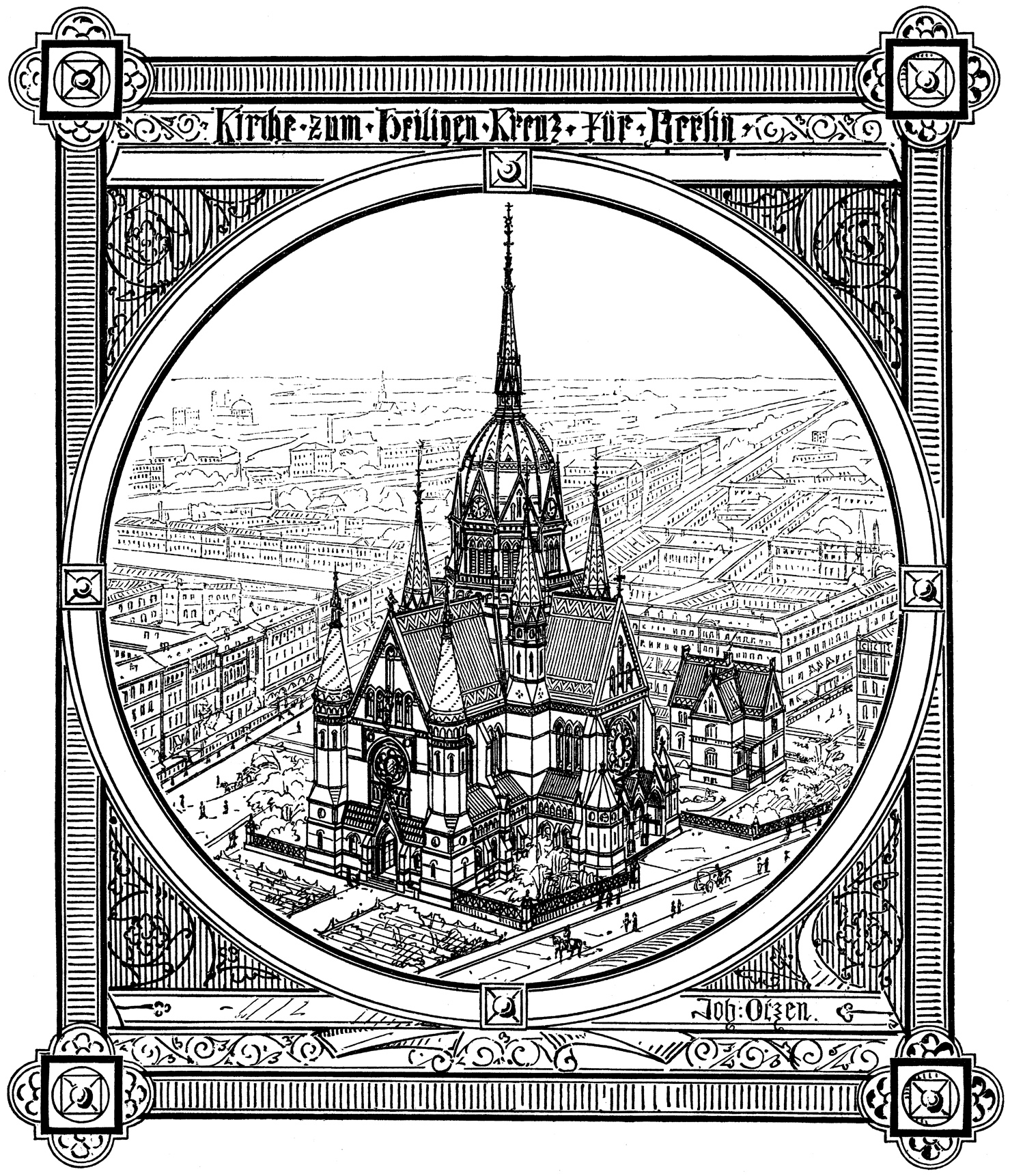
Heilig-Kreuz-Kirche, Berlin-Kreuzberg; Zeichnung von Johannes Otzen

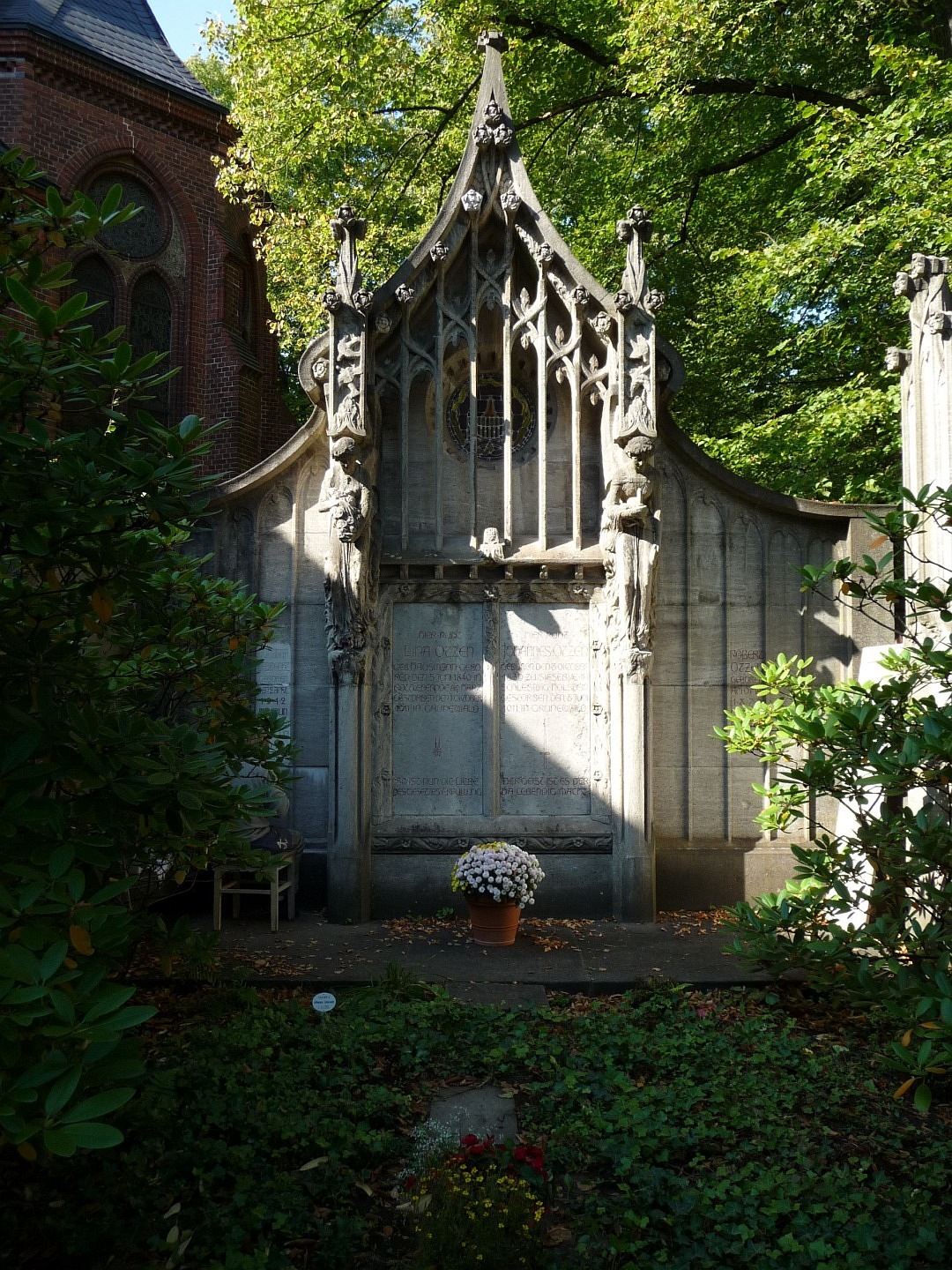
Síremlék, Wannsee-i temető, Lindenstraße

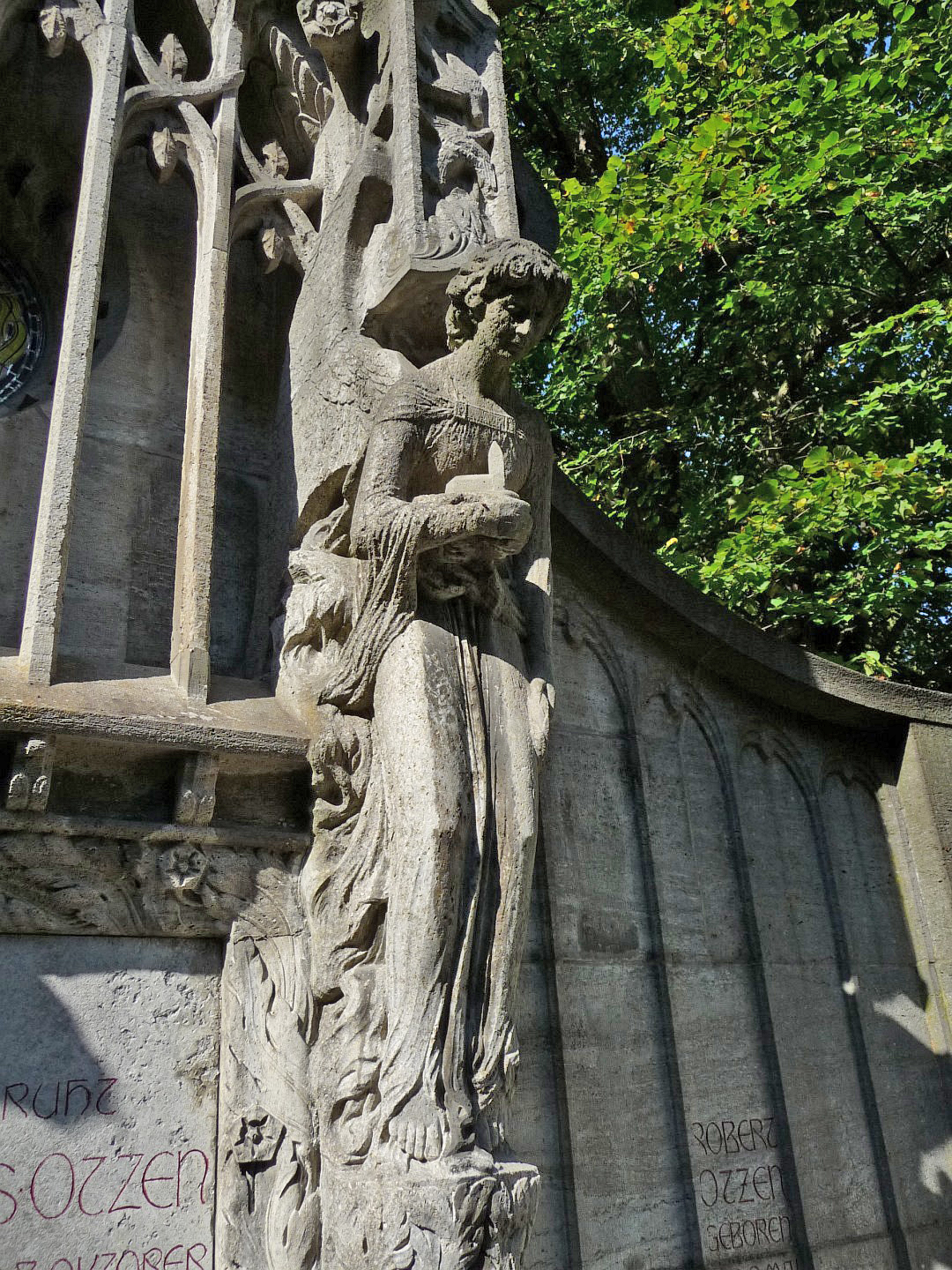
A síremlék részlete egy angyallal

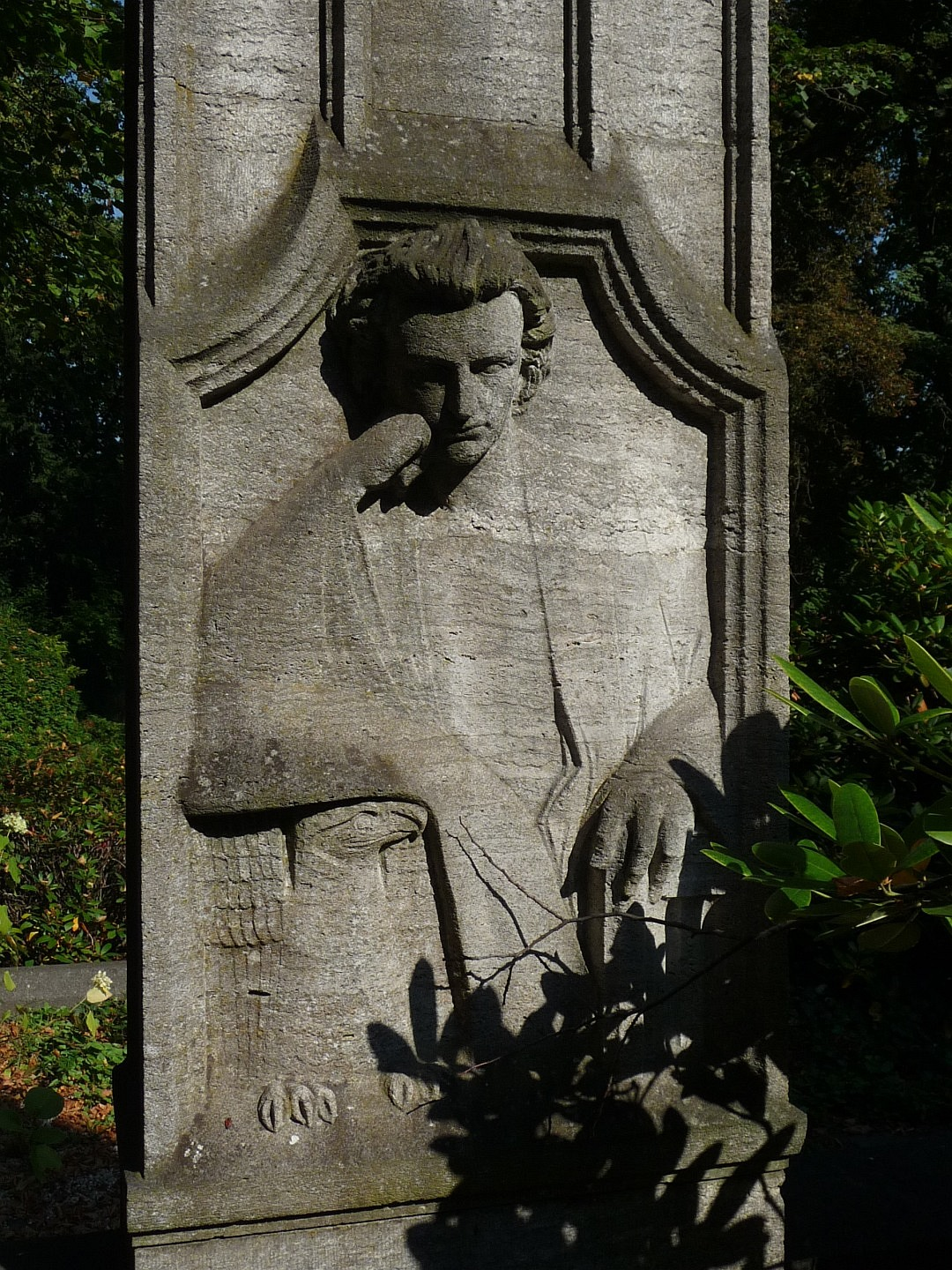
Detail seiner Grabstätte: Relief von Johannes Otzen des Bildhauers Curt Stoeving

## Díjai, elismerései
- 1894 Roter Adlerorden 3. Klasse[16]
- 1894 Ritterkreuz I. Abtheilung des Großherzoglich-Sächsischen Hausordens der Wachsamkeit oder vom weißen Falken[17]
- 1898 Königlicher Kronenorden 2. Klasse[18]
- 1904 Roter Adlerorden 2. Klasse[19]
- 1907 Stern zum Königlichen Kronenorden 2. Klasse[20]
- Ehrenvorsitzender des Unterstützungsvereins für Architekten, Ingenieure und Techniker[21]